# Mytilus antiquorum
Mytilus antiquorum is een uitgestorven mariene tweekleppige weekdiersoort uit de familie van de Mytilidae.

## Beschrijving
De schelp gelijkt oppervlakkig op die van de mossel (Mytilus edulis). Er is een brede stompe umbo, de dorsale zijde verloopt vanaf de umbo naar de achterkant in een zeer regelmatige boog, de achterzijde verloopt in een kleinere maar eveneens zeer regelmatige boog en de ventrale zijde verloopt vervolgens in een bijna rechte lijn van de achterzijde naar de umbo. De maximale semidiameter ligt aan de dorsale kant van de schelp (soms iets verschoven naar het midden). De schelp is vrij dik waarbij de aragonietlaag (zichtbaar als de parelmoerlaag aan de binnenzijde van de schelp) dikker is dan de buitenste calcitische laag. De buitenkant van de schelp is glad en is egaal purperbruin van kleur. Kleurbanden die van de umbo naar de achterzijde uitstralen ontbreken.

### Grootte van de schelp
- Lengte: tussen 75 en 82 millimeter.

## Levenswijze
Er is een vondst bekend van een groot stuk fossiel hout waaraan nog vele mossels vastzaten. Dit betekent dat de dieren net als de recente mossel Mytilus edulis, met byssusdraden aan vast substraat vastgehecht leefden. Het feit dat hout als substraat diende, maakt het waarschijnlijk dat zij in ieder geval in de getijdenzone geleefd hebben.

## Fossiel voorkomen
Deze soort is tot nu toe alleen bekend uit pliocene afzettingen in Nederland, België en Engeland. In Nederland werd zij aangetroffen in de Formatie van Oosterhout, in België in de Formatie van Lillo. In Engeland is deze soort alleen uit de Coralline Cragformatie bekend; daaruit werd zij ook voor het eerst beschreven. Buiten het Noordzeegebied is de soort mogelijk fossiel aangetroffen in Noord-Groenland.

## Opmerkingen
De determinatie van mosselsoorten (Mytilidae) op grond van schelpkenmerken is een moeilijke zaak die vaak verkeerd uitpakt als niet aan alle kenmerken aandacht is besteed. In de bestaande, vooral oudere literatuur bestaat hierdoor grote verwarring. In de taxonomische positie van Mytilus antiquorum werd enkele jaren geleden meer duidelijkheid verkregen door materiaal te bestuderen uit de omgeving van Antwerpen. Daaruit bleek dat Mytilus antiquorum een duidelijk te herkennen soort is die in het verleden eveneens onder verschillende andere namen gepubliceerd is geweest.